# 普卢贡沃兰
普卢贡沃兰（法語：Plougonvelin，法語發音：[pluɡɔ̃vlɛ̃]）是法国菲尼斯泰尔省的一个市镇，属于布雷斯特区。

## 地理
普卢贡沃兰（48°20'34"N, 4°42'41"W）面积18.69 平方千米，位于法国布列塔尼大區菲尼斯泰尔省，该省份为法国最西部的省份，位于布列塔尼半岛西部，北西南三面环大西洋，东临阿摩尔滨海省和莫尔比昂省。
与普卢贡沃兰接壤的市镇（或旧市镇、城区）包括：勒孔凯、洛克马里亚-普卢扎内、普卢莫盖尔、特雷巴比。

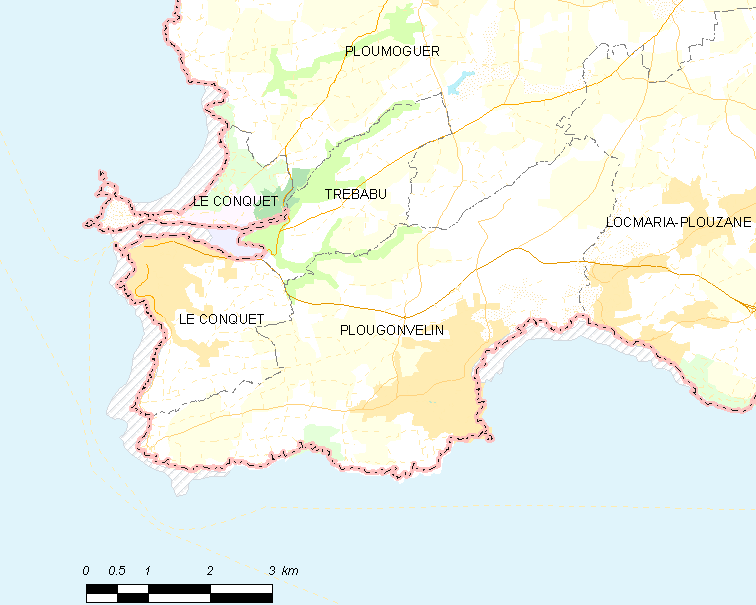
普卢贡沃兰的OSM定位图

普卢贡沃兰的时区为UTC+01:00、UTC+02:00（夏令时）。

## 行政
普卢贡沃兰的邮政编码为29217，INSEE市镇编码为29190。

## 政治
普卢贡沃兰所属的省级选区为圣勒南县。

## 人口

1962-2008年间普卢贡沃兰人口变化图示

普卢贡沃兰于2022年1月1日时的人口数量为4520人。